# 汲黯

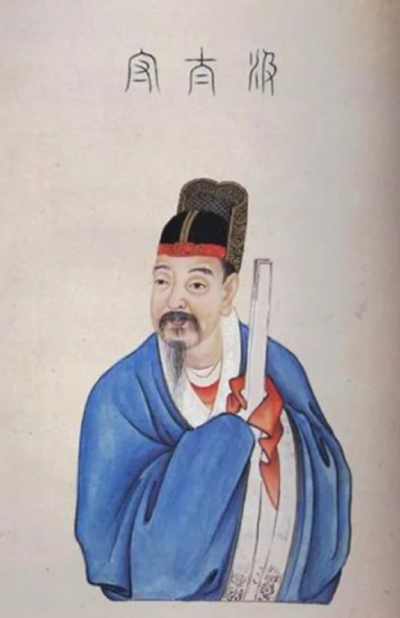
汲黯太守

汲 黯（きゅう あん、生没年不詳）は、前漢の官吏。字は長儒。東郡濮陽県の人。漢の武帝の時代の大臣。

## 略歴
汲氏は10代前の先祖が衛の君主に寵愛されて以来、先祖代々卿大夫であった。汲黯は父の任子によって仕官して景帝のときに太子洗馬となり、厳格で憚られた。
武帝が即位すると謁者となった。閩越が攻撃し合った際、汲黯が視察する使者となったが呉まで行って戻ってきてしまい、「越が攻撃し合うのは習俗であって天子の使者を辱めるようなことではありません」と報告した。河内郡で火事があり千世帯余りが被災した際、その視察の使者となって帰ってくると、「火事は家が連なっていて延焼しただけで憂うことではありません。しかし河内を通過した際、貧民1万世帯余りが日照りに苦しんでおりましたので、節によって河内の食料庫を開いて貧民に与えました。命令を曲げた罪に服します」と報告した。武帝は彼を賢明と思い罰せず、滎陽県令とした。しかし汲黯は県令になるのを恥じて病気を称して家に戻ってしまった。武帝はそこで彼を中大夫にした。強く諌めることがあったので長く近侍することはできず、汲黯は東海太守に遷った。
汲黯は黄老の言葉を学び、民を治めるにも部下を選んで任せ、細かいことは責めなかった。彼は病気がちで家から出ないことも多かったが、1年余り後、東海郡は大いに治まった。武帝はそこで建元6年（紀元前135年）、彼を主爵都尉にした。主爵都尉になっても同じように治めた。
彼は傲慢で、人の過ちを許してやることができなかった。自分に合う者は良く遇するが、合わない者とは会おうともしなかったので、他の者たちも彼と付き合わなかった。袁盎を慕い、灌夫・鄭当時らと仲が良かった。遊侠を好み、諫言でも主君の顔色を窺わなかったので、長く地位にあることができなかった。
朝廷で武帝が儒者を招こうとした時、汲黯は「陛下は内心では欲が多いのに外面で仁義を施そうとしても、どうして堯・舜の治世に倣うことができましょうか」と発言し、武帝は怒りで顔色を変えて退出してしまった。周囲の者は汲黯を責めたが、汲黯は「天子が公卿大夫を置くのは阿諛追従で主を不義に陥れるためなのか？高い地位にあるのだから、この身を惜しんで朝廷を辱めることができようか」と答えた。
汲黯は病気がちで、休暇がなくなりそうになると武帝が休暇を特別に賜っていたが、それでも病気が治らないと荘助が彼に休暇を与えるよう願った。武帝が「彼はどんな人物であろうか」と聞くと、荘助は「官にあっても人より勝っているところはありませんが、若い君主を助け守成することにかけては、孟賁・夏育のような勇士といえども奪うことができないほどであります」と答えた。武帝は「そのとおりだ。古の社稷の臣というのは、汲黯のような者が近いのであろう」と言った。武帝は大将軍衛青が宮殿内で側にいる時には彼の前で便器にまたがることもあった。丞相公孫弘と宴会の席で会う時には、冠を被らないでいることもあった。しかし汲黯に会う時には、必ず冠を被った。
張湯が廷尉になり律令を改めている際、汲黯は武帝の前で張湯を詰問して、「お前は大臣でありながら先帝の業を受け継ぐこともできなければ天下の邪心を善に導くこともできないのに、どうして高祖の約束した律令を変更しようとするのだ？お前はこのようなことをしていては子孫も残らないであろう」と言った。
しかし漢はこの頃匈奴と戦い、周辺の異民族を手懐けていたが、汲黯は仕事を少なくすることに務め、常々匈奴と和親を結び、兵を起こさないようにと言っていた。また武帝は儒者の公孫弘や法律に詳しい吏である張湯を重用したが、汲黯は公孫弘は偽りを飾り阿諛追従する者と、張湯らのような吏は人を罪に陥れる者と批判していた。内心では公孫弘や張湯も汲黯を憎み、罪に落として殺してしまおうとしていた。元朔5年（紀元前124年）、公孫弘が丞相になると、汲黯を治めにくいことで有名な右内史に推薦した。しかし、右内史の仕事は滞ることはなかった。
武帝は匈奴との戦いで戦果を挙げるようになり、汲黯の言葉は益々取り上げられないようになっていった。自分が九卿だったころに小吏だった公孫弘や張湯が自分を追い越して丞相や御史大夫になっていくことに不満であった汲黯は、武帝に「陛下が大臣を用いるのは薪を積むようでございます。後から来た者が上に来ております」と言った。武帝は「確かに人は学問をしなくてはいけないな。汲黯の言葉は日増しにひどくなっている」と言った。
匈奴の昆邪王が漢に降伏すると、その軍勢を迎えるために馬を民間から供出させようとしたが、民は馬を隠した。武帝は怒って長安令を斬ろうとしたが、汲黯は「私を斬れば民は馬を出すでしょう。匈奴が降伏したからといってどうして天下に騒動を起こして中国を疲弊させなければならないのでしょうか」と言い、武帝は黙然となった。その後、匈奴の昆邪王が漢に来てから、匈奴相手に商売をした罪で500人が死罪に当たった。汲黯は「私が思うに匈奴の降伏者を得たなら奴隷にしてこれまで従軍して死んだ者の家に下賜するべきであって、長安で匈奴相手に商売したことが罪に当たると知らなかっただけの民を殺すのは陛下のためによいとは思いません」と言ったが、武帝は許さなかった。数カ月後、汲黯は法に触れ、罷免された。そこで数年間田園に隠棲した。
その後、民間で盗鋳が多く、特に楚の地方が過酷であった。そこで汲黯を淮陽太守に任命した。汲黯は命を受けようとしなかったが、勅命で行くことになった時に汲黯は大行の李息と会話した。そこで「御史大夫張湯を排除しないと自分まで一緒に罪を受けますぞ」と李息に言ったが、李息は何も言わなかった。しかしこのことが後に張湯が失脚した際に李息の罪となった。
汲黯は淮陽でもかつてのような統治を行って政治を浄化し、10年淮陽太守を務めて死去した。